# Злочин без потерпілого
Злочин без потерпілого, злочин без жертви (англ. Victimless crime) — це незаконна дія, яка, як правило, або безпосередньо стосується лише винного, або відбувається між дорослими за взаємною згодою; оскільки злочин без потерпілого є консенсуальним (за взаємною згодою) за своєю суттю, то, мабуть, немає справжньої жертви, тобто потерпілої сторони.
Визначення злочину без потерпілого, відрізняється у різних частинах світу та різних правових системах, але зазвичай охоплює: будь-яку контрабанду, вживання наркотиків для насолоди, проституцію та заборонену сексуальну поведінку між дорослими особами за взаємною згодою (наприклад, публічний секс), торгівлю зброєю, наркотиками, незаконний перетин кордонів, торгівлю людьми та низку інших подібних порушень. Однак навколо цього точаться суперечки. Едвін Шур та Гюго Адам Бедау стверджують у своїй книзі «Злочини без потерпілих: дві сторони суперечки», що «деякі з цих законів створюють вторинні злочини, і всі створюють нових „злочинців“, багато з яких є законослухняними громадянами та представниками влади.»
У політиці лобіст чи активіст може використовувати цю фразу із тим, що відповідний закон слід скасувати.
За принципом шкоди Джона Стюарта Мілля «злочин без потерпілого» є «без жертви» з позиції, яка розглядає особу як єдиного суверена, до виключення більш абстрактних осіб, таких як громада чи держава, проти яких можуть бути спрямовані кримінальні злочини.

## Визначення
Для визначення злочину без жертви як такого, можуть бути використані такі характеристики вченого з Чиказького університету Джима Лейтцеля — якщо дія є надмірною, це вказує на виражену модель поведінки, а її несприятливі наслідки впливають лише на особу, яка її вчинила.
Теоретично кожна держава визначає для себе ті закони, які вона хоче мати, щоб якомога збільшити щастя своїх громадян. У міру прогресування знань і змін поведінки, а також змін у суспільних цінностях, закони більшості країн дуже відстають від соціальних змін. Після того, як переважній більшості стане очевидно, що закон у кращому випадку є непотрібним, він до свого скасування заборонятиме злочин без потерпілого.
Багато злочинів без жертв починаються через бажання отримати нелегальну продукцію чи послуги, які мають великий попит. Таким чином, кримінальні покарання, як правило, обмежують пропозицію більше, ніж попит, підвищуючи ціну на чорному ринку та створюючи монопольний прибуток для тих злочинців, які залишаються в бізнесі. Цей «тариф на злочинність» заохочує зростання складних та добре організованих злочинних груп. Організована злочинність, своєю чергою, має тенденцію до диверсифікації в інші сфери злочинності. Великий прибуток забезпечує достатньо коштів для підкупу державних службовців, а також капіталу для диверсифікації.
Війна з наркотиками — це загальноприйнятий приклад притягнення до злочину без жертв. Причиною цього є те, що вживання наркотиків не завдає шкоди іншим людям. Стверджується, що криміналізація наркотиків призводить до дуже завищених цін на наркотики. Наприклад, Бедау та Шур у 1974 р. встановили, що «В Англії аптечна вартість героїну [становила] 0,06 центів за гран. У США вулична ціна [становила] 30-90 доларів за гран». Вважається, що високі ціни спонукають наркоманів до вчинення злочинів, таких як крадіжки та пограбування, які, як вважається, завдають шкоди суспільству, щоби мати можливість придбати наркотики, від яких вони залежні.
Окрім створення чорного ринку наркотиків, прихильники легалізації сперечаються з прихильниками війни з наркотиками, щоби зменшити кількість робочої сили, пошкодивши здатність засуджених знаходити роботу. Обґрунтовано, що таке скорочення робочої сили в кінцевому рахунку шкідливо для економіки, залежної від праці. Кількість арештів пов'язаних з наркотиками, збільшується щороку. В опитуванні, проведеному Бюро статистики юстиції між 1980 та 2009 роками, «[за 30-річний період … [арешт] ставки за володіння або вживання наркотиків подвоїлися для білих та втричі для чорних».

## Узаконення дій без жертв
Багато видів діяльності, які колись вважалися злочинами, в деяких країнах вже не є незаконними, принаймні частково через їхній статус злочинів без жертв.
Дві великі категорії злочинів без жертв — це сексуальне задоволення та вживання наркотиків для задоволення. Щодо першого:
- Гомосексуальність узаконили в Росії після більшовицької революції 1917 р., яку очолювали Володимир Ленін та Лев Троцький.[8] Легалізація відбулася, коли більшовики декриміналізували содомію за згодою, виключивши її зі свого списку незаконних сексуальних актів у законодавчому кодексі більшовиків 1922 року, ймовірно, тому, що вони хотіли спростити свої стосунки із сексуальними злочинами.[9] Пізніше Йосип Сталін переслідував гомосексуалів за свого правління, підриваючи більшовицький закон, хоча точний ступінь його безжалісності та правоохоронності осіб, які мають одностатевий потяг, є незрозумілою.[10]
- У Великій Британії у 1950-х роках звіт Вольфедена рекомендував узаконити «гомосексуальну поведінку між особами, які погоджуються з приватними особами».
- Майже п'ятдесят років потому Lawrence v. Техас порушив закони про содомію США. Станом на 2018 рік продаж секс-іграшок залишається незаконним в Алабамі .

Вживання марихуани заборонено законом в Австралії, але є найбільш «широко використовуваним незаконним наркотиком» в країні, як і в таких країнах, як США та Нова Зеландія.
Заборона вживання алкоголю в США, скасована в 1933 році, вважається невдалим «соціальним експериментом», оскільки багато громадян ігнорували те, що він передбачав, виробляючи або купуючи алкоголь, вироблений кустарним способом, замість ліцензованого алкогольних напоїв і, як наслідок, погіршували проблеми. Сьогодні в США напруженість щодо легалізації марихуани — це відповідь на наявну заборону марихуани у більшості штатів але в багатьох країнах, таких як США та Австралія, є зусилля щодо легалізації канабісу, оскільки його легалізація може значно посилитись. збільшити дохід.
Проституція є законною у багатьох країнах, хоча зазвичай обмежена. Нідерланди легалізували проституцію в 1999 році і стали однією з перших країн, які це зробили. Однак з 2012 року у країні розглядаються зміни політики, щоб її серйозно обмежити.
Перелюб (сексуальні дії між одруженою особою та особою поза шлюбом) та блуд (сексуальні дії між неодруженими людьми) не переслідувались у США більше 50 років, хоча закони проти них, як і закони проти содомії, усе ще діють у декількох штатах. Однак, оскільки закони про содомію були визнані неконституційними Верховним судом США у справі Lawrence v. Техас, закони проти блуду також були б неконституційними, як визнав Верховний суд Вірджинії у справі Мартіна проти. Зігерл.

## Суперечки
Деградація суспільних моральних норм викликає головне занепокоєння серед тих, хто виступає проти легалізації злочину без жертв. Однак покарати громадян виключно за те, що вони обрали вчинення без жертв діянь, оголошених законом аморальними, важко. Хоча типова реакція Сполучених Штатів на злочини заднім числом, незаконність злочинів без жертв є більш превентивним підходом до правосуддя і є дуже суперечливою.
Суперечки щодо злочину без жертви здебільшого стосуються питання, чи може злочин насправді бути без жертви. Що стосується наркотиків та їх шляху до споживання, то вплив законів щодо торгівлі наркотиками та відповідальності за них, на наркодилерів, їхніх сімей та інших непередбачених суб'єктів, може закінчитися віктимізацією. Володіння як дорослою, так і дитячою порнографією також часто вважається злочином без жертв, але віктимізація дорослих та дітей під час її виробництва, як правило, не визнається тими, хто займає цю позицію.
На противагу цьому, аргумент про те, що правові повноваження повинні бути обмежені, щоби дозволити громадянину самостійність, без перешкод у прийнятті добровільного, без жертви вибору, який може бути, а може і не сприйматися як морально неправильний, також існує. Із включенням превентивного закону, такого як реєстри сексуальних злочинців та накази антисоціальної поведінки, втрачається різниця між кримінальним та цивільним законодавством, оскільки злочин без жертв, як правило, важко класифікувати та криміналізувати. Це проблематично, оскільки воно спричиняє спотворенню традиційних процедур, виявлених у кримінальному та цивільному аспектах законодавства Сполучених Штатів, дозволяючи заплутатись — та процедурної взаємозамінності.

## Подальше читання
- Якщо ви не займаєтесь ніким, ISBN 0-931580-58-7) — книга Пітера Мак-Вілліамса, що критикує існування законів проти консенсусних злочинів. Дивіться mcwilliams.com .